# Spudaea khala
Spudaea khala là một loài bướm đêm trong họ Noctuidae.